# Badimia dimidiata
Badimia dimidiata är en lavart som först beskrevs av Bab. ex Leight., och fick sitt nu gällande namn av Vezda 1986. Badimia dimidiata ingår i släktet Badimia och familjen Ectolechiaceae.   Inga underarter finns listade i Catalogue of Life.